# Piperaquine
Piperaquine là một loại thuốc chống ký sinh trùng được sử dụng kết hợp với dihydroartemisinin để điều trị bệnh sốt rét. Piperaquine được phát triển theo Chương trình loại trừ sốt rét quốc gia Trung Quốc trong những năm 1960 và được áp dụng trên khắp Trung Quốc như là một thay thế cho thuốc chloroquine với cấu trúc tương tự. Do ký sinh trùng đã kháng thuốc trên diện rộng đối với piperaquine, thuốc này đã không còn được sử dụng như một liệu pháp đơn trị, và thay vào đó được sử dụng như một loại thuốc đối tác để điều trị kết hợp với artemisinin. Piperaquine giết chết ký sinh trùng bằng cách phá vỡ sự giải độc của heme chủ.

## Sử dụng trong y tế
Piperaquine được sử dụng kết hợp với dihydroartemisinin để điều trị sốt rét. Sự kết hợp này là một trong một số liệu pháp kết hợp artemisinin được Tổ chức Y tế Thế giới khuyên dùng để điều trị bệnh sốt rét không biến chứng. Thuốc kết hợp này cũng được Tổ chức Y tế Thế giới khuyến nghị trong điều trị sốt rét nặng sau khi dùng artesunate.
Piperaquine cũng được đăng ký để sử dụng ở một số quốc gia kết hợp với arterolane. Tuy nhiên, sự kết hợp này không được Tổ chức Y tế Thế giới khuyến nghị do không đủ dữ liệu..

## Chống chỉ định
Giống như chloroquine, piperaquine có thể kéo dài khoảng QT. Mặc dù các thử nghiệm lâm sàng ngẫu nhiên lớn không tiết lộ bằng chứng về độc tính trên tim, Tổ chức Y tế Thế giới khuyến cáo không sử dụng piperaquine trong bệnh nhân với QT kéo dài bẩm sinh hoặc những người đang dùng các thuốc khác kéo dài khoảng QT.